# 5184 Cavaillé-Coll
Az 5184 Cavaillé-Coll (ideiglenes jelöléssel 1990 QY7) a Naprendszer kisbolygóövében található aszteroida. Eric Walter Elst fedezte fel 1990. augusztus 16-án.